# دوغ ميرو
دوغ ميرو (بالإنجليزية: Doug Miro)‏ هو كاتب سيناريو أمريكي، ولد في 20 يناير 1972.

## وصلات خارجية
- دوغ ميرو على موقع IMDb (الإنجليزية)
- دوغ ميرو على موقع ألو سيني (الفرنسية)
- دوغ ميرو على موقع أول موفي (الإنجليزية)
- دوغ ميرو على موقع قاعدة بيانات الأفلام السويدية (السويدية)
- دوغ ميرو على موقع قاعدة بيانات الفيلم (الإنجليزية)
- دوغ ميرو على موقع كينوبويسك (الروسية)